# Asesinato de Friedrich Ferdinand Mattonet
El asesinato de Friedrich Ferdinand Mattonet se juzgó del 3 al 10 de julio de 1909, así como del 10 de octubre al 12 de noviembre de 1910 ante la audiencia territorial de Tréveris. Josef Breuer, de 29 años, fue condenado el 14 de octubre de 1908 por haber asesinado de un tiro a su amante homosexual, Friedrich Ferdinand Mattonet. Al asesinato de Mattonet le precedieron muchos años de chantaje, que Breuer le hacía por su identidad homosexual. El caso levantó interés en la época del Imperio Alemán por las circunstancias tan especiales.

## Los protagonistas
Friedrich Ferdinand Mattonet (nacido el 1 de noviembre de 1851 en Lieja) era un hombre de negocios y dueño de un molino alemán. Era acaudalado y vivía en Sankt Vith, que en aquella época pertenecía a Alemania. Se había casado por segunda vez y tenía tres hijos del primer matrimonio. Su familia declararía más tarde que no sabían nada. Mattonet tenía contactos de negocios y privados en Aquisgrán, donde le llamaban el «Creso del Eifel», y en Colonia. El médico sexólogo Magnus Hirschfeld, que actuó de perito en el proceso, comentó: «Mattonet, debido a su carácter puro, gozaba del mayor aprecio y respeto» (en alemán “Mattonet erfreute sich wegen seines lauteren Charakters denkbar größter Liebe und Verehrung”).
Hacia 1898/1899 Mattonet conoció a Josef Breuer y trabó amistad; Breuer tenía 19 años, Mattonet 47. Según declaraciones de testigos, a Mattonet le gustaban personas «con un cierto descaro». Hasta qué punto la amistad fue carnal, no es posible saberlo. Posteriormente Breuer afirmó que la amistad había sido «platónica» y que Mattonet simplemente había tenido su mano entre las suyas, o un brazo sobre los hombros. Sin embargo, está claro que existía chantaje: Mattonet habría pagado una suma entre 100.000 y 500.000 marcos a Breuer para que este no hiciera públicas las tendencias homosexuales de Mattonet. Los actos homosexuales estaban condenados por el artículo 175.
Hacia el cambio de siglo, Breuer trabajaba en la planta siderúrgica Rothe Erde en Aquisgrán y realizó su servicio militar de 1900 a 1902. En 1907 se trasladó a Berlín, donde, junto con una amiga, llevaban una vida de lujo, sin que quedara claro de dónde provenía el dinero. Parece ser que también tenía una esposa, que vivía en la pobreza en Lieja con dos hijos. Breuer mismo se calificaba como «ciclista de carreras» y afirmaba ser amigo del campeón del mundo Thaddäus Robl, pero como corredor de medio fondo afirmó sólo haber participado en carreras sin importancia.
De acuerdo a la investigación policial posterior, Breuer era conocido en Berlín como una «persona extremadamente brutal, zafio y con tendencias violentas, que atraía la antipatía de la gente con su aire prepotente y descarado, y su despilfarro de dinero». Según declaraciones de testigos, se sabía que Breuer visitaba regularmente un amigo en Renania y volvía con grandes sumas de dinero.
En cartas, Breuer se refería a Mattonet como «querido Fredi» y las terminaba con «tu querido» (en alemán, «dein dich liebender» o «dein dich treu liebender»). Breuer pedía continuamente dinero, justificándolo con «situaciones de emergencia», hacia el final con la excusa de que él mismo estaba siendo chantajeado. Hirschfeld llamó a esa forma de amenaza velada de hacer revelaciones comprometedoras «chantage» y al chantajista mismo, «chanteur».

## El hecho
El 14 de octubre de 1908 Breuer y Mattonet se encontraron en Gerolstein, como muchas otras veces antes. Que Mattonet no quería pagar más parece quedar claro en la adición al telegrama dirigido a Breuer: «Viaje inútil» (en alemán, «Reise zwecklos»). Ambos hombres fueron a pasear juntos y pasaron a un cartero. Este oyó de repente un tiro y Breuer gritó: «Ferdinand, ¿no te me vas a morir?» (en alemán, «Ferdinand, du stirbst doch nicht). En su libro Die Homosexualität des Mannes und des Weibes, Hirschfeld describe el hecho de la forma siguiente: a favor de homicidio imprudente «hablaría la expresión dicha por Breuer, que no sabía manejarse bien con la pistola Browning, [y] según las declaraciones de un testigo de que el acusado se habría inclinado sobre el cadáver y llorando habría gritado, ‹Fredi [sic], ¿no estarás muerto?› [en alemán, ‹Fredi, du bist doch nicht tot?›]».
Seguidamente, Josef Breuer fue detenido por asesinato.

## El proceso
El 5 de julio de 1909 comenzó el primer proceso contra Josef Breuer en la audiencia territorial de Tréveris. Se habían convocado 120 testigos y expertos, pero el proceso no estaba abierto al público. Durante los interrogatorios policiales Breuer había admitido el chantaje a Mattonet; en el proceso se mencionó a otros dos hombres que posiblemente también habían sido chantajeados por Breuer. Sobre el asesinato, Breuer nunca llegó a declarar; nunca pudo aclararse si se trató de un asesinato o de un suicidio. Hirschfeld, que actuaba de experto, consideró que eran posibles tanto el suicidio, como el asesinato, un crimen pasional o un homicidio negligente. Tampoco se pudo aclarar a quien pertenecía el arma, que había sido comprada en Kettner en Colonia.
El periódico Welt am Sonntag escribió:

Daß es Menschen von einer ungewöhnlichen Gemeinheit der Gesinnung gibt, war schon vor dem Prozeß gegen den ‚Rennfahrer‘ Breuer bekannt. Roheit und Niedertracht, Erpressertum und gleichgeschlechtliche Prostitution, sinnlose Verschwendungssucht und leichtfertige Skrupellosigkeit, die auch vor einem gelegentlichen Mord nicht zurückschreckt – alles ist schon dagewesen. […] möge dem öden Kultus ein Ende gemacht werden, den die breite Oeffentlichkeit mit Rennfahrern, Jockeis, Athleten und ähnlichen Helden treibt. […] Die Tatsache, dass ein Mensch dem andern um drei Nasenlängen auf dem Rade voraus ist, dürfte nun und nimmer zum Maßstabe irgend einer Wertschätzung werden.
Que existen personas de un carácter infame poco común, ya se sabía antes del proceso contra el ‹ciclista› Breuer. Brutalidad y ruindad, chantaje y prostitución homosexual, prodigalidad sin sentido y falta de escrúpulos frívola, que no retrocede ni frente a un asesinato ocasional –todo se ha visto ya. […] así se termine con el yermo culto que un amplio público realiza con ciclistas, yoqueis, atletas y héroes similares. […] El hecho de que una persona en bicicleta esté delante de otra por tres tres narices, no debería ser en ningún caso medida de cualquier tipo de apreciación.

Josef Breuer fue condenado a muerte, así como a la pérdida de sus derechos civiles. La condena fue confirmada un año más tarde en un segundo proceso. Sin embargo, cuando se acercaba la fecha de la ejecución, numerosos ciudadanos prominentes solicitaron un indulto, ya que en vista de la pena de muerte, la culpa de Breuer no había sido demostrada con la seguridad necesaria; entre ellos se encontraban el juez Erich Sello, el médico Magnus Hirschfeld y el escritor Hanns Heinz Ewers. En junio de 1911 el emperador Guillermo II cambió la pena a cadena perpetua. En 1918 Breuer se benefició de una amnistía general de la República de Weimar y abandonó la cárcel al año siguiente. En 1930 fracasó su intento de reabrir el caso. A partir de ahí se pierde el rastro.
La familia de Franz Ferdinand Mattonet vendió sus posesiones en Stankt Vith y se trasladó a Aquisgrán. Perdió sus riquezas durante la hiperinflación. Debido a sus servicios para con la ciudad, Sankt Vith decidió en 1926 cuidar de la tumba de Mattonet en el cementerio local.

## Trasfondo
El médico y sexólogo Magnus Hirschfeld afirmó en 1914 haber contado unos 20 asesinatos en los últimos 5 años relacionados con el chantaje por homosexualidad. Según sus investigaciones, sólo en Berlín, en pocos años se habían producido cinco asesinatos de hombres homosexuales en relación con casos de chantaje.
Hirschfeld estimaba que el peligro que corrían los homosexuales por chantaje era mayor que el que corrían por el artículo 175, que convertía en delito los actos homosexuales. Algunas víctimas eran chantajeadas por varias personas, otras, toda su vida, e incluso los herederos seguían pagando tras la muerte de la víctima, para proteger la reputación de a familia. A pesar de que a los chantajistas les esperaban penas de varios años de cárcel, que de hecho eran empleadas por los tribunales, «ir a los tribunales contra sus chantajistas implicaba consecuencias para la víctima, que podía ser denunciada por el artículo 175. A parte de una condena, esto podía significar la muerte social».
El periódico Welt am Sonntag comentó en 1909 el trasfondo del proceso:

Wenige werden leugnen, dass dem homosexuellen Treiben etwas Widerliches anhaftet. Trotzdem muß gerade jetzt wieder betont werden, daß die Aufhebung des Strafparagraphen [§ 175] dringend notwendig ist; denn die Verbrechen, die sich an ihn heften, sind weit schändlicher und infamer, als irgend eine widernatürlich geschlechtliche Handlung es sein kann. Solange die Aufhebung aber nicht erfolgt ist, ist es Sache des Publikums, den Opfern der Erpressung die Anzeige dadurch zu erleichtern, dass sie ihnen mit Nachsicht entgegenkommt und über diejenigen, die einen Erpresser zur Anzeige bringen und auf diese Weise ihre eigene Veranlagung offenbar machen müssen, nicht die geschlechtliche Aechtung verhängt. Wer in die Hände solcher Individuen gefallen ist, hat derartige Drangsale auszustehen gehabt, daß man ihm viel verzeihen kann und soll. Man mag ihn also getrost durch die Tatsache der Anzeige, die zur Befreiung der Gesellschaft von minderwertigen Elementen beiträgt, für rehabilitiert erklären.
Pocos negarán que el impulso homosexual tiene algo de asqueroso. A pesar de ello, es precisamente ahora que se debe insistir en que la eliminación de artículo 175 es necesaria con urgencia; porque los delitos que se pegan a él son mucho más perjudiciales e infames de lo que puedan ser cualquier acto sexual contra natura. Mientras que no se realice esa eliminación, es cuestión del público facilitar a las víctimas del chantaje la denuncia, mostrándoles compasión y no denotando desprecio a aquellos que denuncian a un chantajista y así tienen que destapar su tendencia. Quienes caen en manos de tales individuos han pasado por tales tormentos que se les puede y debe perdonar mucho. Se le podrá declarar rehabilitado con tranquilidad, teniendo en cuenta que la denuncia ha servido para liberar a la sociedad de elementos despreciables.